# I Campanino (primo EP del 1958)
I Campanino è il primo extended play dell'omonimo gruppo pubblicato in Italia nel 1958.

## Tracce
1. T'amerò (Ettore Lombardi e Rino Da Positano)
2. I quattro ciucci (Shelton Brooks)
3. T'aggia di 'na cosa (Gualtiero Malgoni e Gian Carlo Testoni)
4. Ma è proprio overo? (Ettore Lombardi e Rino Da Positano)

## Formazione
- Franco Campanino: voce
- Luigi Campanino: pianoforte
- Aldo Sassone: chitarra